# Уварово (Вологодская область)
Уварово — деревня в Шекснинском районе Вологодской области.
Входит в состав сельского поселения Сиземского, с точки зрения административно-территориального деления — в Сиземский сельсовет.
Расстояние до районного центра Шексны по автодороге — 34,7 км, до центра муниципального образования Чаромского по прямой — 8 км. Ближайшие населённые пункты — Малый Овинец, Романниково, Кощеево, Поляна, Марьино, Киселево, Большой Овинец.
По переписи 2002 года население — 22 человека (9 мужчин, 13 женщин). Всё население — русские.